# دانگتس
دانگتس (به لهستانی:  Daniec) یک روستا در لهستان است که در گمینا خژانستوویتسه واقع شده‌است. دانگتس ۱٬۴۰۰ نفر جمعیت دارد.